# Lance Alworth
Lance Alworth (Houston, 3 de agosto de 1940) é um ex-jogador profissional de futebol americano estadunidense.

## Carreira
Lance Alworth foi campeão da temporada de 1971 da National Football League jogando pelo Dallas Cowboys.